# Hardware confiable
Se conoce como hardware confiable a todo dispositivo diseñado para ofrecer una serie de facilidades que permiten manejar de manera segura información crítica.

## Limitaciones
Lo único que aporta el hardware confiable son facilidades que mejoran la seguridad y dificultan los ataques. Los tipos de ataques al hardware son muchos y a día de hoy no se puede asegurar infalibilidad. Los dispositivos se pueden atacar de dos formas:
- Directamente. Por ejemplo atacando los componentes internos del dispositivo, observar y manipular el dispositivo (en inglés micro probing), ingeniería inversa, congelamiento en nitrógeno líquido para aumentar el tiempo en que la RAM retiene datos y lectura posterior, acceso con rayos UV o X etc.
- Indirectamente. Por ejemplo usando canales encubiertos

Por otra parte hay que resaltar que gran parte de los ataques que se producen tienen como objetivo el software que a su vez hace uso del hardware confiable. Por tanto es muy importante diseñar el software de tal forma que use el hardware confiable de forma adecuada.

## Estrategias
Veamos algunas de las estrategias más usadas para mejorar la seguridad de los dispositivos.

### Resistencia a ser modificados
Una estrategia habitual para tener un hardware más seguro es que oponga algún tipo de resistencia a ser modificado. Se dice que está a prueba de modificaciones (en inglés tamper proof)
Existen distintas formas de protegerse:
- Con evidencias de modificación (en inglés tamper evidence). Consiste en que el dispositivo posee mecanismos que provocan que el ataque físico deje huella y por tanto pueda ser detectado.
- Con resistencia a la modificación (en inglés tamper resistance). Consiste en que el dispositivo posee características que hacen difícil atacarlo físicamente.
- Con detección a las modificaciones (en inglés tamper resistance). Consiste en que el dispositivo posee características que permiten detectar cuándo se están realizando un ataque (ejemplo con el uso de sensores)
- Con mecanismos de respuesta a modificaciones (en inglés tamper response). Consiste en que el dispositivo posee mecanismos que destruyen la información cuando se produce un ataque, lo cual evita el acceso a la misma.

### Centralizar las funcionalidades críticas
La estrategia consiste en centralizar las funcionalidades críticas en un procesador criptográfico que estará muy protegido y que nos permitirá relajar las medidas de seguridad en el resto del sistema.

### Computación confiable
El Trusted Computing Group es un conjunto de empresas que definen especificaciones de hardware con el objetivo de tener plataformas más seguras que permiten una computación más confiable. A a las plataformas que cumplen sus especificaciones las llaman Plataformas confiables las cuales dicen que aportan un entorno seguro para la ejecución de software dando lugar a lo que llaman Computación confiable.